# HDC아이앤콘스
HDC아이앤콘스(주)는 HDC그룹 계열의 2000년 2월 22일에 설립된 종합건설기업이다. 2023년 6월 장남수 대표이사가 취임하여 현재에 이르고 있다.
HDC그룹의 새로운 CI 선포에 따라, 2018년 5월 2일 CI가 변경됐다.

## 같이 보기
- HDC현대산업개발
- 아이파크
- IPARK
- HDC그룹